# Carvezi
I Carvezi erano un popolo britannico e una civitas della Britannia romana che viveva in Cumbria e nel Lancashire (Inghilterra nord-occidentale). 
Non sono menzionati da Tolomeo nella Geografia né in altri testi classici e sono conosciuti solamente da iscrizioni trovati a Penrith e a Temple Sowerby in Cumbria. La loro capitale era probabilmente Luguvalium (Carlisle), l'unica città fortificata che si conosce nella regione. 
Probabilmente appartenevano alla confederazione dei Briganti e secondo alcuni studiosi Venuzio, marito della regina dei Briganti Cartimandua e figura importante della resistenza anti-romana, sarebbe appartenuto al popolo dei Carvezi.